# Bernard Sadoulet
Bernard Sadoulet (* 23. April 1944 in Nizza) ist ein französischer Physiker.
Sadoulet studierte 1963 bis 1965 an der École polytechnique und wurde 1971 an der Universität Paris-Süd in Orsay promoviert. 1966 bis 1973 war er am CERN und ab 1976 am Lawrence Berkeley National Laboratory.
Er war am CERN am Entwurf des UA1-Detektors beteiligt.
In den 1990er und 2000er Jahren befasste er sich mit der Suche nach Dunkler Materie, sogenannten WIMPs. Dazu entwickelte er kryogene Detektoren zur Entdeckung dieser WIMPs über die von ihnen durch Stöße erzeugten Phononen in Kristallen. Speziell initiierte er mit Blas Cabrera die CDMS-Experimente (Cryogenic Dark Matter Search) im Soudan Underground Laboratory in Minnesota.
2013 erhielt er mit Blas Cabrera den Panofsky-Preis. Er ist Fellow der American Physical Society, der American Academy of Arts and Sciences und der American Association for the Advancement of Science sowie Mitglied der National Academy of Sciences. Seit 1985 ist er Professor an der University of California, Berkeley. Ab 1988 war er dort Direktor des Center for Particle Astrophysics.

## Schriften
- mit Joel Primack, D. Seckel Detection of cosmic dark matter,  Ann. Rev. Nucl. Part. Sci., Band 38, 1988, S. 751